# Borgi (Janwada), Aurad
Borgi (Janwada) là một làng thuộc tehsil Aurad, huyện Bidar, bang Karnataka, Ấn Độ.